# Stacy Valentine

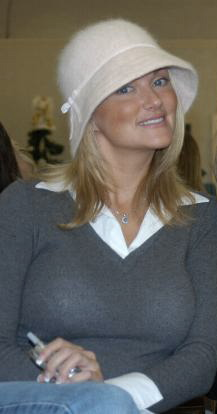
Stacy Valentine bei einer Talentsichtung für Penthouse (2004)

Stacy Valentine (* 8. August 1970 in Tulsa, Oklahoma als Stacy Baker) ist eine ehemalige US-amerikanische Pornodarstellerin.

## Leben und Karriere
Valentine wuchs in Oklahoma auf und war bis zum Jahr 1995 Hausfrau. Ihr damaliger Ehemann schickte Nacktfotos von ihr an diverse Magazine, aufgrund dessen wurde Valentine zu einem Fototermin nach Mexiko eingeladen, bei dem sich die Möglichkeit eines Porno-Drehs ergab. Im Februar 1996, am Valentinstag, drehte sie ihre erste Sex-Szene vor der Kamera und trägt daher ihren Künstlernamen. Anschließend verließ sie ihren Ehemann und flog nach Los Angeles. Nach diversen Foto-Shootings für etablierte Magazine wie Cheri, High Society, Hustler stieg sie vollständig ins Hardcore-Business ein. 1996 unterzog sich Stacy zum zweiten Mal nach 1994 einer Brustvergrößerung. Sie wurde im Jahr 1997 von der XRCO als „Starlet of the Year“ ausgezeichnet. Im Jahr 1999 trat Stacey als Stargast der Closeup-on-Love-Reihe beim Oldenburg Filmfestival auf.
Stacy Valentine hat in über 80 Filmen gespielt. Zu ihren bekanntesten Filmen zählen der Fantasy-Porno Satyr mit Jenna Jameson und Asia Carrera, der Horror-Porno Forever Night vom Regisseur Michael Ninn und die interaktive DVD Chasing Stacy. Sie ist auch in der interaktiven DVD-Reihe My Plaything … zu sehen. Sie war bei der Produktionsfirma VCA unter Vertrag. Im Laufe ihrer Karriere fiel sie besonders durch eine starke Medienpräsenz aufgrund des Dokumentarfilms The Girl Next Door aus dem Jahr 1999 von Christine Fugate auf. Dieser Film zeigt Valentines Privatleben und ihre Karriere im Porno-Business. Er wurde unter anderem auf dem Slamdance Film Festival in den USA gezeigt. Er wurde von der Washington Post mit dem Film Boogie Nights von Paul Thomas Anderson verglichen. Stacy gab ihren Abschied aus der Branche am Valentinstag im Jahr 2000 bekannt und lebte dann in San Diego. Sie widmete sich seitdem der Vermarktung ihres Kleidungs-Sortiments Good Girl/Bad Girl. Aktuell wohnt sie in Florida und ist „Director of Model Recruitment“ für Penthouse.

## Besondere Auszeichnungen

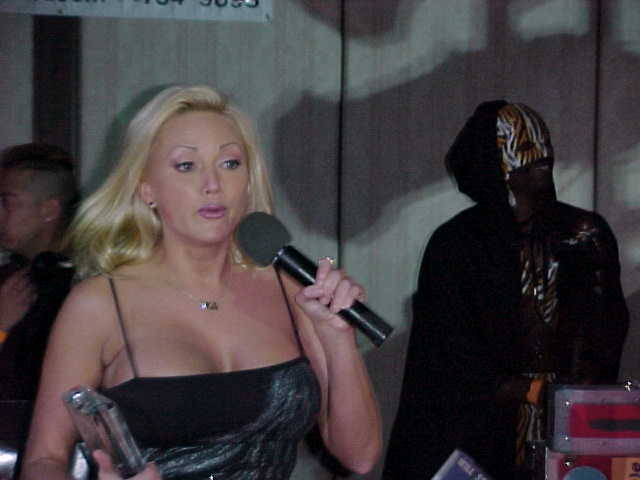
Stacy Valentine mit ihrem FOXE Award von 1999

- 1997: XRCO Award als „Best New Starlet“
- 1997: NightMoves Award als „Best New Starlet (Editor’s Choice)“
- 1998: FOXE Award als „Female Fan Favorite“ (geteilt mit Jenna Jameson, Tiffany Mynx und Stephanie Swift)
- 1998: Hot d’or als „Best American Starlet“
- 1999: XRCO Award als „Female Performer of the Year“
- 1999: FOXE Award als „Female Fan Favorite“ (geteilt mit Alisha Klass und Christi Lake)
- 1999: Barcelona International als „Best Actress“
- 2009: Aufnahme in die XRCO Hall of Fame
- 2012: Aufnahme in die AVN Hall of Fame

## Ausgewählte Filme
- 1996: From The Heart
- 1996: Satyr
- 1997: Red Vibe Diaries 1: Object Of Desire
- 1998: Red Vibe Diaries 2: Dark Desires
- 1998: Sex Commandos
- 1999: Devil In Miss Jones 6
- 1999: Magnum Love
- 1999: Victoria Falls
- 2000: Chasing Stacy
- 2000: Girl Next Door
- 2000: My Plaything …